# Consejo Nacional de Mujeres Francesas
El Consejo Nacional de Mujeres Francesas (fr: Conseil National des Femmes Françaises ) (CNFF) es una asociación de mujeres fundada el 18 de abril de 1901 afiliada al Consejo Internacional de Mujeres. Constituida como federación, reúne a asociaciones de mujeres y admite miembros de forma individual. Su objetivo es mejorar la situación de las mujeres en la familia y la sociedad, trabajando en estrecha colaboración con las instituciones. 

## Historia
El Consejo Internacional de Mujeres, y en particular su presidenta May Wright Sewall, presionaron para la creación de una sección francesa, inexistente, mientras que muchas feministas francesas eran muy activas en la oficina de la asociación internacional. En el marco de la Exposición Universal de 1900, se llevan a cabo los congresos de dos grupos feministas que estuvieron particularmente activos durante varios años: 
- El Congreso de Obras e Instituciones femeninas  (formado por grandes figuras de la burguesía filantrópica protestante: Sarah Monod, Adrienne Avril de Sainte-Croix, Julie Siegfried ),
- El Congreso Internacional de la condición y los derechos de la mujer (formado por feministas más radicales como Marie Bonnevial, Louisa Wiggishoff o Maria Pognon ).

En 1901, se creó un comité de iniciativa similar que reunía a estos dos grupos bajo la dirección de Isabelle Bogelot. La asociación se creó el  18 de abril de 1901 y reagrupaba a una treintena de sociedades de mujeres.
Desde su creación, el derecho al voto fue la base de todas las reivindicaciones femeninas, clave para obtener la autonomía. El Consejo se posicionó solo en relación con el sufragio y la elegibilidad para las elecciones locales (municipales, consejos de municipios, consejos generales) con el objetivo de hacer "el aprendizaje de la vida cívica", una tibieza que será criticada con frecuencia en el periódico La Voix des Femmes.
Se crearon secciones temáticas, de manera similar al funcionamiento del Consejo Internacional de Mujeres: asistencia social y bienestar, higiene, educación, legislación, trabajo, sufragio, paz, unidad de moralidad y represión de la trata de mujeres, prensa, emigración.  Las secciones trabajaban con comités parlamentarios e instituciones públicas (Consejo Superior de Asistencia Pública, Consejo Superior de Correos y Telégrafos, Sociedad de las Naciones, Liga de la Educación. Un grupo de parlamentarios entró en contacto con el Consejo Nacional en 1907: presidido por Henry Chéron, tenía entre sus miembros a Frédéric Passy, Charles Richet, Paul Strauss, René Viviani, Jules Siegfried, etc.
A partir de 1909 se difundió un boletín mensual, L'Action fémenine. En 1911 la organización tenía 99.000 miembros.

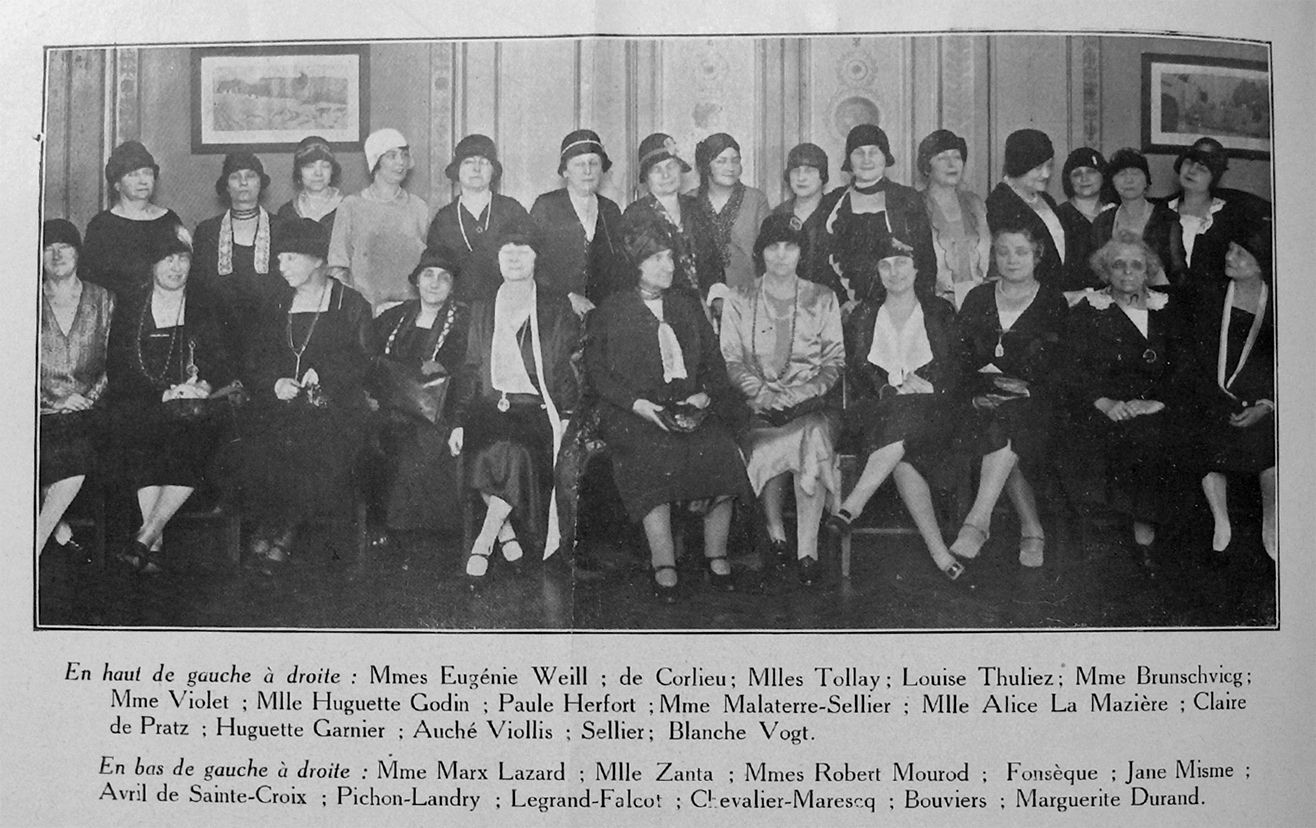
Estados Generales del Feminismo, 1929

La asociación estaba muy presente en congresos franceses o internacionales, y organizó giras y conferencias en provincias. Se crearon sucursales departamentales: en 1922, hay algunas en Gironde, Indre-et-Loire, Seine-Inférieur, Bouches-du-Rhône, Tarn-et-Garonne, Finistère, Bas-Rhin, Haut-Rhin y Calvados. 
El 3 y 4 de junio de 1913 el Consejo Nacional de las Mujeres Francesas organizó en París el 10 Congreso Internacional de las Mujeres. Los delegados fueron recibidos por el presidente Raymond Poincaré en el Elíseo.
Cuando estalló la Primera Guerra Mundial, el Consejo Nacional y las asociaciones afiliadas se involucraron en el esfuerzo de guerra. Se crearon nuevas organizaciones, como la Asociación de Superintendentes de Fábrica o la Oficina Central de Actividad Femenina. Gabrielle Duchêne, al frente de la sección de Trabajo, presentó la reclamación de igual salario al ministerio; le obligaron a renunciar por sus posiciones pacifistas —creó una filial francesa del Comité Internacional de Mujeres para la Paz Permanente— en contradicción con la sagrada unión.
En 1929, el Consejo Nacional de Mujeres Francesas, presidido por Adrienne Avril de Sainte-Croix, organizó los Estados Generales del Feminismo «para presentar una síntesis de las reivindicaciones de las mujeres, apoyando estos reclamos con consideraciones sobre el trabajo realizado y los que estaban en curso». Entre los miembros del comité honorario estaban Aristide Briand, el presidente del Consejo, Raymond Poincaré y el reciente ganador del Premio Nobel de la Paz, Ferdinand Buisson . 
Los archivos del Consejo Nacional de Mujeres Francesas se conservan en el Centro de archivos del feminismo de la Universidad de Angers.

## Objetivos

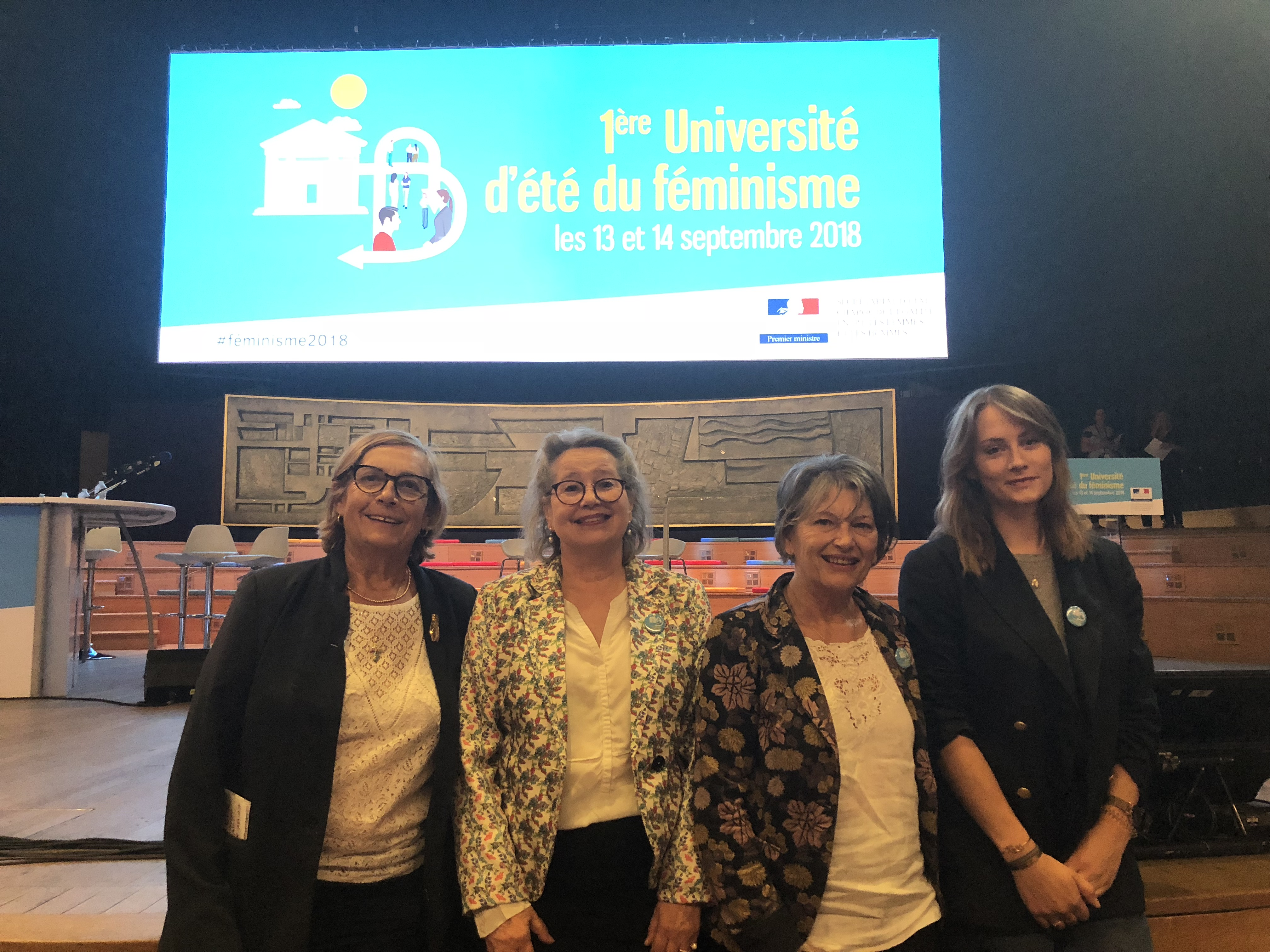
Representantes del Consejo Nacional de Mujeres Francesas en la Universidad de Verano del Feminismo los días 13 y 14 de septiembre de 2018.

El CNFF, que tenía como objetivo reunir a todos los movimientos feministas, no pudo reagruparse desde su inicio, debido a las críticas de los movimientos más radicales. Sus números conocidos eran 150.000 miembros en 1929, 300.000 en 1936 y 250.000 en 1939.

### Presidentas[11]
- Sarah Monod, desde 1901 hasta su muerte en 1912
- Julie Siegfried, desde 1912 hasta su muerte en 1922
- Adrienne Abril de Saint-Croix, de 1922 a 1932.
- Marguerite Pichon-Landry, de 1932 a 1954
- Marie-Hélène Lefaucheux, de 1954 a 1964.
- Lucie Chevalley, de 1964 a 1970.
- Jacqueline Tonnet-Imbert, de 1970 a 1976
- Solange Troisier, de 1976 a 1991
- Paulette Laubie, de 1991 a 1998
- Françoise Bouteiller, de 1998 a 2000.
- Françoise Delamour, de 2000 a 2005
- Marie-Jeanne Vidaillet-Peretti, de 2005 a 2012
- Martine Marandel-Joly, desde 2012
- Marie-Claude Bertrand desde 2018

### Miembros
Entre sus miembros históricos se encuentran: 
- Cécile Brunschvicg, subsecretaria de Estado de Educación en 1936
- Marguerite de Witt-Schlumberger, filántropa y feminista.
- Eugénie Weill, presidenta de la sección de Asistencia de 1901 a 1930, tesorera antes de la Primera Guerra Mundial.
- Gabrielle Alphen-Salvador, presidenta de la Sección de Educación hasta 1905.
- Thuillier-Landry (Madeleine Émilie Dasthénic), fundadora en 1923 de la Asociación Francesa de Médicas
- Maria Vérone, abogada y feminista.
- Marie d'Abbadie d'Arrast, presidenta de la Liga contra el crimen del aborto
- Pauline Kergomard, educadora, presidenta de la sección de Educación desde 1905
- Olympe Gevin-Cassal, inspectora general de infancia
- Gabrielle Duchêne, presidenta de la sección de Trabajo desde 1913, presidenta de la sección francesa de la Liga Internacional de Mujeres por la Paz y la Libertad[12]
- Marie Bonnevial, profesora, masona y feminista.
- Louise Weiss, periodista y feminista.
- Marie Georges Martin (nacida Irma Laîné), presidenta de la sección de Sufragio, francmasona
- M André Siegfried (Paule Laroche)
- Marcelle Legrand-Falco, secretaria en el Consejo nacional de mujeres francesas.
- Liliane Klein-Lieber, representante del Scoutisme francés femenino en la UNESCO en los años 1950, cofundadora de la Cooperación femenina en los años 1960
- Jane Misme, periodista y feminista
- La Société des agrégées fue miembro a partir de 1929
- Germaine Dulac, periodista y cineasta, presidenta de la sección Cine del CNFF